# Rekurentní neuronová síť

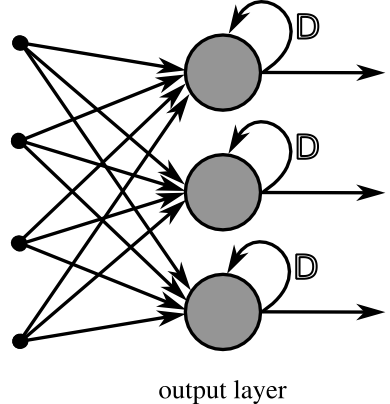
Příklad rekurentní neuronové sítě. Signál vycházející z každého ze tří neuronů sítě je zároveň vstupním signálem téhož neuronu.

Rekurentní neuronová síť (Recurrent Neural Network, RNN) je jedním ze dvou charakteristických typů umělých neuronových sítí, které se vyznačují směrem toku informací mezi jednotlivými vrstvami sítě. Tok informací v rekurentní síti je obousměrný, tj. výstup z některých neuronů ovlivňuje následný vstup do stejných resp. jiných neuronů, tj. tvoří se smyčky resp. zpětné vazby, na rozdíl od druhého typu sítí, tzv. dopředných neuronových sítí (Feed-forward Neural Network, FFNN), kde informace v síti proudí pouze jedním směrem od vstupní vrstvy neuronů, přes skryté vrstvy neuronů (pokud existují), až k výstupní vrstvě neuronů.
Rekurentní neuronové sítě mohou být dvou typů, prosté a zpětnovazební. U prosté rekurentní sítě je každý následující stav sítě jednoznačně předurčen stavem předcházejícím, např. gradientním spádem energetické funkce sítě (HAM, BAM) či konvergenčním procesem mezi dvěma nadrovinami vzorů (LAM). U zpětnovazební rekurentní sítě (Feed-back Neural Network, FBNN) je každý následující stav sítě závislý na zpětné vazbě, tj. síť může nabýt různých následujících stavů v závislosti na zpětné vazbě, např. dané shodou sítí vnímaného vzoru se vzorem uloženým v paměti sítě (ART).

## Rekurentní (prosté) sítě
- Lineární extrapolační paměť (LAM)[1]
- Hopfieldova neuronová síť (HAM)[2]
- Bidirektní asociativní paměť (BAM)[3]
- Elmanova Jordanova neuronová síť[4][5]

## Rekurentní (zpětnovazební) sítě
- Dlouhá krátkodobá paměť (LSTM)[6]
- Adaptivní rezonanční teorie (ART)[7]